# 顏社企業
顏社是位於台灣台北的一家嘻哈獨立唱片廠牌。

## 簡介
顏社企業有限公司成立於2005年七月，至2015年十個年頭以來，創立人迪拉胖（本名張逸聖）志以推動華語饒舌音樂為志向，打造屬於台灣本地的全新饒舌嘻哈音樂廠牌。為此顏社經由多方尋覓、培育出多位饒舌歌手，包括輕饒舌藝人蛋堡、有著慵懶聲線的國蛋等，目前還有一批全新生力軍正準備崛起。
成立13年來，已發行逾19張作品。2014年，顏社開設BEANS & BEATS黑膠咖啡廳，由主理人迪拉胖挑選國外嘻哈黑膠唱片與代理華語饒舌音樂，從事音樂推廣工作音樂，將觸角跨入出版、影像、餐飲、唱片行、策展單位，於2020年歇業，目前為顏社辦公室，已不開放一般民眾前往。

## 提名/獲獎紀錄
- 蛋堡

《Winter Sweet》- 第21屆金曲奬<最佳新人奬> - 入圍 - 2010年
《收斂水》『關於小熊』- 第1屆金音獎<最佳嘻哈單曲獎>- 獲獎 - 2010年 
《月光》- 第2屆金音獎<最佳嘻哈專輯獎>- 獲獎 - 2011年 
《月光》『過程』- 第2屆金音獎<最佳嘻哈單曲獎>- 獲獎 - 2011年 
《你所不知道的杜振熙之內部整修》- 第25屆金曲獎<最佳國語男歌手獎> - 入圍 - 2014年
《你所不知道的杜振熙之內部整修》- 第25屆金曲獎<最佳國語專輯獎> - 入圍 - 2014年
《你所不知道的杜振熙之內部整修》- 第25屆金曲獎<最佳專輯製作人獎> - 入圍 - 2014年
- 葛仲珊

《KnockOut葛屁》- 第24屆金曲獎<最佳新人獎> - 獲獎 - 2013年
《XXXIII》『自拍 (ft. 安心亞)』 - 第26屆金曲獎<最佳音樂錄影帶獎> - 入圍 - 2015年
- 門田英司

《The Flow》 - 第26屆金曲獎<演奏類最佳專輯獎> - 獲獎 - 2015年
《The Flow》 - 第26屆金曲獎<演奏類最佳專輯製作人獎> - 入圍 - 2015年
《The Flow》『Dolphin Island』 - 第26屆金曲獎<演奏類最佳作曲人獎> - 入圍 - 2015年
- 國蛋

《GDN EXPRESS》-《Yesterday》- 第6屆金音獎 <最佳嘻哈單曲獎> - 入圍 - 2015年
《Later That Night》-《嘻哈囝》- 第10屆金音獎 <最佳嘻哈單曲獎> - 獲獎 - 2019年
《Let Me Talk》- 第12屆金音獎 <最佳嘻哈歌曲獎> - 提名 - 2021年
《GDNA》- 第14屆金音獎 <最佳嘻哈專輯獎> - 入圍 - 2023年
《GDNA》《White Noise ft.蛋堡Soft Lipa》- 第14屆金音獎 <最佳嘻哈專輯獎> - 入圍 - 2023年
- 夜貓組

《健康歌曲》- 第29屆金曲獎<最佳演唱組合獎> - 入圍 - 2018年
《健康歌曲》-第9屆金音創作獎<最佳專輯獎>  - 獲獎 - 2018年
- Leo王

《無病呻吟有情抒情》 - 第30屆金曲獎 <最佳國語男歌手獎> - 獲獎 - 2019年
- 李權哲

《愛情一陣風》 - 第33屆金曲獎 <最佳專輯製作人獎> - 獲獎 - 2022年
- DJ MR.GIN

《格》 - 第34屆金曲獎 <最佳年度專輯獎> - 提名 - 2023年
《格》 - 第34屆金曲獎 <最佳台語專輯獎> - 提名 - 2023年

## 旗下藝人
| 男藝人    | 男藝人 | 男藝人 | 男藝人 |
| --------- | ------ | ------ | ------ |
| 國蛋      | 李權哲 | 春艷   |        |
| DJ MR.GIN | 趙翊帆 |        |        |
| 女歌手    |        |        |        |
| 陳嫺靜    |        |        |        |
| 組合      |        |        |        |
| 夜貓組    |        |        |        |

## 授權發行藝人
| 男歌手 | 男歌手   | 男歌手 |
| ------ | -------- | ------ |
| 小老虎 | 門田英司 | 渡邊   |
| Lu1    |          |        |
| 女歌手 |          |        |
| 范安婷 |          |        |

## 前旗下藝人
| 男歌手 | 男歌手 | 男歌手 |
| ------ | ------ | ------ |
| 蛋堡   | 三小湯 | SOWUT  |
| 雞腿飯 | 李英宏 | Leo王  |
| 女歌手 |        |        |
| 葛仲珊 |        |        |

## 出版唱片
| 發行時間   | 類型     | 專輯                                                           |
| ---------- | -------- | -------------------------------------------------------------- |
| 2007年2月  | 合輯     | 顏社金裝恭喜恭喜                                               |
| 2007年6月  | 合輯     | The World In Your Hand 向王建民致敬                            |
| 2008年5月  | 合輯     | 《黃金年代EP》                                                 |
| 2009年7月  | 專輯     | 蛋堡《收斂水》                                                 |
| 2009年12月 | 專輯     | 蛋堡《Winter Sweet》                                           |
| 2010年7月  | 專輯     | 國蛋《Back Again》                                             |
| 2010年10月 | 專輯     | 蛋堡《月光》                                                   |
| 2011年10月 | 專輯     | 蛋堡《踩．腳．踏．車》                                         |
| 2011年10月 | 專輯     | 國蛋《Dr. Paper Vol.1》                                        |
| 2012年6月  | Live DVD | 蛋堡《月光下的六重奏：演唱會紀實(DVD)》                        |
| 2013年7月  | 專輯     | 蛋堡《你所不知道的杜振熙之內部整修》                           |
| 2014年2月  | 專輯     | 國蛋《Dr. Paper Mixtape Vol.2 Blue Dream》                     |
| 2014年10月 | 專輯     | 國蛋《GDN EXPRESS》                                            |
| 2014年12月 | 專輯     | 葛仲珊《XXXIII》                                               |
| 2015年4月  | 專輯     | 蛋堡《收斂水》（再版）                                         |
| 2016年1月  | 專輯     | 小老虎《逍遙客》                                               |
| 2016年5月  | 專輯     | 夜貓組《初代目》                                               |
| 2016年5月  | 專輯     | 國蛋《Dr. Paper Vol.3 Sunday Night Slow Jams》                 |
| 2016年5月  | 專輯     | 李英宏《台北直直撞》                                           |
| 2017年3月  | 專輯     | 范安婷《我的國語 你聽不聽得懂》                                |
| 2017年9月  | 專輯     | 夜貓組《健康歌曲 OwO》                                         |
| 2018年12月 | 專輯     | Leo王《無病呻吟有情抒情》                                      |
| 2020年3月  | 專輯     | 李英宏《Sweet2020》                                            |
| 2020年6月  | 專輯     | Leo王《Time Milkshake》                                        |
| 2021年2月  | 專輯     | Leo王《顏社煮場秀：Leo王 Live at Meowvelous》                  |
| 2021年2月  | 專輯     | 春艷《顏社煮場秀: 春艷 Live at Thai Street》                   |
| 2021年2月  | 專輯     | 夜貓組《顏社煮場秀: 夜貓組 Live at VG The Seafood Bar Taipei》 |
| 2021年2月  | 專輯     | 國蛋《顏社煮場秀: 國蛋 Live at Everywhere burger club》        |
| 2021年3月  | 專輯     | PUZZLEMAN《睏前愛用PUZZLEMAN》                                 |
| 2021年3月  | 專輯     | 雲端司機 (CLOUDRIVER)《SUNNY AFTERNOON》                       |

## 活動經歷
| 時間             | 藝人   | 活動名稱                                                  | 活動地點                                     |
| 2009年8月21日    | 蛋堡   | 《靈魂的收斂水》演唱會                                    | 上海芷江夢工場                               |
| 2010年9月3日     | 蛋堡   | 三城巡演 演唱會                                           | 台北THE WALL                                 |
| 2010年9月11日    | 蛋堡   | 三城巡演 演唱會                                           | 台中市政府文化局文英館                       |
| 2010年9月17日    | 蛋堡   | 三城巡演 演唱會                                           | 高雄駁二THE WALL                             |
| 2010年12月25日   | 蛋堡   | 蛋堡xJabberloop 月光下的六重奏 演唱會                     | 台北Legacy傳音樂展演空間                     |
| 2011年6月16日    | 蛋堡   | 蛋堡xJabberloop 月光光心慌慌 演唱會                       | 台北河岸留言西門紅樓                         |
| 2011年9月23日    | 國蛋   | 捲紙藝術 學成歸國發表會                                   | 台北THE WALL                                 |
| 2011年10月29日   | 蛋堡   | 『踩.腳.踏.車』誠品巡迴分享會                             | 台中勤美綠園道                               |
| 2011年10月30日   | 蛋堡   | 『踩.腳.踏.車』誠品巡迴分享會                             | 台北敦南誠品音樂館                           |
| 2011年11月4日    | 蛋堡   | 《SHINLIP TRIO》蛋堡xShin-SkixDJ Ryow Taipei Live Concert | 台北THE WALL                                 |
| 2011年11月11日   | 蛋堡   | 『踩.腳.踏.車』誠品巡迴分享會                             | 台南誠品音樂館                               |
| 2011年11月12日   | 蛋堡   | 『踩.腳.踏.車』誠品巡迴分享會                             | 高雄夢時代誠品書店                           |
| 2011年11月18日   | 蛋堡   | 『踩.腳.踏.車』誠品巡迴分享會                             | 台北誠品信義音樂館                           |
| 2011年11月19日   | 蛋堡   | 『踩.腳.踏.車』誠品巡迴分享會                             | 台北誠品站前店藝文西廣場                     |
| 2012年5月19日    | 蛋堡   | Softlipa&Jabberloop live 東京爵士俱樂部 年度公演          | 台北THE WALL                                 |
| 2012年5月20日    | 蛋堡   | Softlipa&Jabberloop live 東京爵士俱樂部 年度公演          | 高雄駁二THE WALL                             |
| 2013年7月3日     | 蛋堡   | 你所不知道的杜振熙之內部整修 搶聽派對                     | 台北Triangle                                 |
| 2013年8月16日    | 葛仲珊 | 打破金曲慶功宴                                            | 台北THE WALL                                 |
| 2013年12月21日   | 蛋堡   | 歡迎來到我的房間 個人首場TICC演唱會                       | 台北國際會議中心                             |
| 2013年12月28日   | 葛仲珊 | KNOCK OUT 台北個人首唱演唱會                              | 台北THE WALL                                 |
| 2014年1月11日    | 顏社   | 顏社All STAR PARTY                                        | 台北1967小酒館                               |
| 2014年12月19日   | 蛋堡   | 冬日夢遊                                                  | 台中Legacy傳音樂展演空間                     |
| 2015年1月10日    | 葛仲珊 | XXXIII 演唱會                                             | 台北台大綜合體育館                           |
| 2015年6月17日    | 蛋堡   | 蛋堡中國「夢遊，遊夢」巡迴                                | 廣州中央車站                                 |
| 2015年7月17日    | 李英宏 | 生日之後的派對                                            | 台北Beans & Beats                            |
| 2015年7月25日    | 蛋堡   | 蛋堡中國「夢遊，遊夢」巡迴                                | 北京糖果俱樂部                               |
| 2015年8月15日    | 蛋堡   | 蛋堡中國「夢遊，遊夢」巡迴                                | 上海淺水灣文化藝術中心大劇場Q hall           |
| 2015年9月4日     | 蛋堡   | 蛋堡中國「夢遊，遊夢」巡迴                                | 成都MINI LIVE                                |
| 2015年9月5日     | 蛋堡   | 蛋堡中國「夢遊，遊夢」巡迴                                | 重慶MAO Liveclub                             |
| 2015年9月19日    | 蛋堡   | 蛋堡中國「夢遊，遊夢」巡迴                                | 武漢VOX LIVEHOUSE                            |
| 2015年11月20日   | 蛋堡   | 蛋堡中國「夢遊，遊夢」巡迴                                | 南京創意中央產業園MATRIX館                   |
| 2015年11月21日   | 蛋堡   | 蛋堡中國「夢遊，遊夢」巡迴                                | 合肥ON THE WAY 大摩店                        |
| 2015年11月27日   | 蛋堡   | 蛋堡中國「夢遊，遊夢」巡迴                                | 杭州LINEOUT                                  |
| 2015年11月28日   | 蛋堡   | 蛋堡中國「夢遊，遊夢」巡迴                                | 寧波CMK-LIVEHOUSE                            |
| 2015年12月26日   | 顏社   | 顏社傳奇十年感謝音樂祭 演唱會                             | 台北Legacy傳音樂展演空間                     |
| 2016年5月6日     | 夜貓組 | 深夜暴走發片演唱會                                        | 台北Revolver Bar                             |
| 2016年5月20日    | 蛋堡   | 蛋堡中國「夢遊，遊夢」巡迴 香港站                         | 香港Music Zone                               |
| 2016年5月21日    | 蛋堡   | 蛋堡中國「夢遊，遊夢」巡迴 深圳站                         | 深圳A8 LIVE                                  |
| 2016年6月11日    | 顏社   | 顏社原味府城演唱會                                        | 台南U11拾壹庫展演空間                        |
| 2016年6月24日    | 國蛋   | 國蛋紙博士深造之旅                                        | 深圳B10                                      |
| 2016年6月25日    | 國蛋   | 國蛋紙博士深造之旅                                        | 廣州TU凸空間                                 |
| 2016年6月26日    | 國蛋   | 國蛋紙博士深造之旅                                        | 武漢漢口VOX                                  |
| 2016年7月8日     | 國蛋   | 國蛋紙博士深造之旅                                        | 廈門Real Live                                |
| 2016年7月9日     | 國蛋   | 國蛋紙博士深造之旅                                        | 上海MAO LIVEHOUSE                            |
| 2016年7月10日    | 國蛋   | 國蛋紙博士深造之旅                                        | 南京歐拉藝術空間                             |
| 2016年7月15日    | 國蛋   | 國蛋紙博士深造之旅                                        | 北京愚公移山                                 |
| 2016年7月16日    | 國蛋   | 國蛋紙博士深造之旅                                        | 洛陽喜堂                                     |
| 2016年7月17日    | 國蛋   | 國蛋紙博士深造之旅                                        | 西安光圈club                                 |
| 2016年7月22日    | 李英宏 | 直直撞台北簽唱會                                          | 台北榕RON                                    |
| 2016年7月29日    | 國蛋   | 國蛋紙博士深造之旅                                        | 昆明MAO LIVEHOUSE                            |
| 2016年7月30日    | 國蛋   | 國蛋紙博士深造之旅                                        | 成都小酒館                                   |
| 2016年7月31日    | 國蛋   | 國蛋紙博士深造之旅                                        | 重慶MAO LIVEHOUSE                            |
| 2016年8月6日     | 李英宏 | 直直撞迷你巡迴                                            | 台中陸地ludi                                 |
| 2016年8月19日    | 國蛋   | 國蛋 Dr. Paper Live 演唱會                                | 台北Legacy傳音樂展演空間                     |
| 2016年9月2日     | 李英宏 | 直直撞迷你巡迴                                            | 高雄水星酒館                                 |
| 2016年9月3日     | 李英宏 | 直直撞迷你巡迴                                            | 台南TCRC前科累累俱樂部                       |
| 2017年4月1日     | 國蛋   | 國蛋GorDoN aka 紙博士 台南主場唯一鉅獻                    | 台南U11 Performance Art Space 拾壹庫展演空間 |
| 2017年10月8日    | 顏社   | 顏社世界巡迴                                              | 高雄Live Warehouse                           |
| 2017年11月19日   | 顏社   | 顏社世界巡迴                                              | LA                                           |
| 2017年11月22日   | 顏社   | 顏社世界巡迴                                              | 紐約                                         |
| 2017年12月15日   | 顏社   | 顏社世界巡迴                                              | 東京ASTRO HALL                               |
| 2017年12月18日   | 顏社   | 顏社世界巡迴                                              | 大阪MUSE                                     |
| 2018年1月13日    | 顏社   | 顏社世界巡迴                                              | 北京糖果                                     |
| 2018年1月20日    | 顏社   | 顏社世界巡迴                                              | 上海Modernsky lab                            |
| 2018年1月27日    | 顏社   | 顏社世界巡迴                                              | 深圳A8                                       |
| 2018年3月31日    | 顏社   | 顏社世界巡迴                                              | 台北台大體育館                               |
| 2018年4月18-22日 | 顏社   | 展覽「嘻哈囝 TAIWAN HIOHOP KIDS」                         | 台北華山1914文化園區                         |